# Фелипе Паскучи
Фелипе Паскучи (Ђенова, 24. јун 1907. — 18. децембар 1966) био је италијански фудбалски тренер који је тренирао Аргентину на Светском првенству у фудбалу 1934. Такође је тренирао Ривер Плејт.